# Выборы в Государственный совет Республики Крым (2014)
Выборы депутатов Государственного совета Республики Крым состоялись в Республике Крым 14 сентября 2014 года. Это первые выборы после аннексии Крыма Россией. Партия «Единая Россия» получила 25 мандатов по одномандатным округам и 45 мест по республиканскому избирательному округу. ЛДПР получила 5 мандатов по республиканскому округу. Украина и страны Запада выборы не признали.

## История
Государственный совет Республики Крым был образован путём переименования Верховного Совета Автономной Республики Крым 17 марта 2014 года, во время аннексии Крыма Россией; 17—18 марта он являлся парламентом самопровозглашённого государства, а с 18 марта стал одним из региональных парламентов России. После аннексии Крыма Российской Федерацией изначально предполагалось, что первые выборы по российским законам пройдут в Крыму по окончании пятилетнего срока полномочий органов власти, избранных в 2010 году, а до того полномочия парламентов Крыма и Севастополя осуществлялись действовавшими к моменту присоединения составами этих органов.
11 апреля 2014 года Государственный совет Республики Крым одобрил совместное, с Законодательным собранием Севастополя, обращение Крыма к президенту Владимиру Путину с просьбой перенести парламентские выборы в Крыму с 2015 года на сентябрь 2014 года:

«Уважаемый Владимир Владимирович!
Договором между Российской Федерацией и Республикой Крым о принятии в Российскую Федерацию Республики Крым и образовании в составе Российской Федерации новых субъектов, а также Федеральным конституционным законом „О принятии в Российскую Федерацию Республики Крым и образовании в составе Российской Федерации новых субъектов — Республики Крым и города федерального значения Севастополя“ предусмотрено, что выборы в органы государственной власти Республики Крым и органы государственной власти города федерального значения Севастополя проводятся во второе воскресенье сентября 2015 года.
Учитывая оперативность и масштабность мер, принимаемых Российской Федерацией по интеграции Республики Крым и города федерального значения Севастополя в экономическую, финансовую, кредитную и правовую системы Российской Федерации, мы, депутаты Государственного Совета Республики Крым и депутаты Законодательного Собрания города Севастополя, заявляем о своей готовности уже в настоящее время приступить к рассмотрению и принятию необходимых правовых актов для скорейшей интеграции Республики Крым и города федерального значения Севастополя в систему органов государственной власти Российской Федерации.
В связи с этим просим Вас поддержать нашу инициативу о проведении выборов в Государственный Совет Республики Крым и Законодательное Собрание города Севастополя во второе воскресенье сентября 2014 года.
Председатель Государственного Совета Республики Крым
В. КОНСТАНТИНОВ
г. Симферополь,
11 апреля 2014 года
Председатель Законодательного Собрания города Севастополя
Ю. ДОЙНИКОВ
г. Севастополь,
11 апреля 2014 года»— Сайт Государственного Совета Республики Крым
17 апреля Путин внес законопроект о парламентских выборах в Крыму и Севастополе в Государственную Думу, с установкой в качестве даты выборов — 14 сентября 2014 года — Единый день голосования.

## Избирательная система
Выборы проводились по смешанной системе. 50 депутатов избирались по партийным спискам, а 25 в мажоритарных округах.
Председатель Центральной избирательной комиссии Владимир Чуров заявил, что крымский изберком подал заявку на финансирование проведение выборов за счет правительственных средств, на сумму 400 мил. рублей.
9 сентября 2014 года Глава Республики Крым Сергей Аксенов заявил, что жители Крыма, которые не получили паспорта граждан Российской Федерации, смогут использовать на выборах украинские паспорта, при наличии местной регистрации.

## Крымская оппозиция
Крымские татары призвали бойкотировать выборы.
Члены оппозиции заявляли, что они были лишены возможности одержать победу из-за использования оппонентами административного ресурса.

## Опросы общественного мнения
По данным опроса, проведенного в августе-сентябре 2014 г., Крымской Академией наук, за Единую Россию готовы отдать свои голоса 95 % крымчан в мажоритарных округах и 67 % готовы поддержать партию по партийным спискам. 10 % опрошенных отдали предпочтение партийным спискам ЛДПР (в основном это жители юга Крыма), 8 % готовы были поддержать Коммунистическую партию Российской Федерации (при этом отмечается снижение их популярности по сравнению с предыдущим опросом который проводился тремя месяцами ранее), по 4,5 % респондентов отдали предпочтение Родине и Справедливой России, 2,5 % поддерживают Патриотов России, 3 % остальные партии. Явка на выборах должна составить 80 %.

## Результаты выборов
Только две партии преодолели избирательный порог:Единая Россия получила 70 мандатов депутатов Государственного совета Республики Крым из 75 возможных, из них 25 в одномандатных округах, остальные по результатам голосования по партийным спискам, за партию отдали свой голос 70,18 % избирателей. Оставшиеся 5 мандатов получили члены Либерально-демократической партии России, за них проголосовало 8,49 % избирателей. Явка на выборах составила 53,61 %.
В выборах приняло участие 803 кандидата, из них: 108 по одномандатным округам, остальные по партийным спискам 12 политических партий.
|                             |                               |                  |                  |                  |                      |                      |                      |       |       |       |  |  |  |  |
| Партия                      | Партия                        | Партийные списки | Партийные списки | Партийные списки | Одномандатные округа | Одномандатные округа | Одномандатные округа | Всего | Всего | Всего |  |  |  |  |
| Партия                      | Партия                        | Голосов          | %                | Мест             | Одномандатные округа | Одномандатные округа | Одномандатные округа | Всего | Всего | Всего |  |  |  |  |
|                             | Единая Россия                 | 515 926          | 70,18            | 45               | 25                   | 25                   | 25                   | 70    |       |       |  |  |  |  |
|                             | ЛДПР                          | 62 380           | 8,49             | 5                | 0                    | 0                    | 0                    | 5     |       |       |  |  |  |  |
|                             | КПРФ                          | 32 952           | 4,48             | 0                | 0                    | 0                    | 0                    | 0     |       |       |  |  |  |  |
|                             | Родина                        | 19 479           | 2,65             | 0                | 0                    | 0                    | 0                    | 0     |       |       |  |  |  |  |
|                             | Коммунисты России             | 15 480           | 2,11             | 0                | 0                    | 0                    | 0                    | 0     |       |       |  |  |  |  |
|                             | Партия пенсионеров            | 14 220           | 1,93             | 0                | 0                    | 0                    | 0                    | 0     |       |       |  |  |  |  |
|                             | Справедливая Россия           | 13 546           | 1,84             | 0                | 0                    | 0                    | 0                    | 0     |       |       |  |  |  |  |
|                             | Демократическая партия России | 9 723            | 1,32             | 0                | 0                    | 0                    | 0                    | 0     |       |       |  |  |  |  |
|                             | Патриоты России               | 8 634            | 1,17             | 0                | 0                    | 0                    | 0                    | 0     |       |       |  |  |  |  |
|                             | КПСС                          | 6 199            | 0,84             | 0                | 0                    | 0                    | 0                    | 0     |       |       |  |  |  |  |
|                             | Зелёные                       | 5 872            | 0,80             | 0                | 0                    | 0                    | 0                    | 0     |       |       |  |  |  |  |
|                             | Партия ветеранов России       | 1361             | 0,19             | 0                | 0                    | 0                    | 0                    | 0     |       |       |  |  |  |  |
| Всего                       | Всего                         | 709 056          | 100,00           | 50               | 25                   | 25                   | 25                   | 75    |       |       |  |  |  |  |
|                             |                               |                  |                  |                  |                      |                      |                      |       |       |       |  |  |  |  |
| Действительных бюллетеней   | Действительных бюллетеней     | 709 056          | 96,45            |                  |                      |                      |                      |       |       |       |  |  |  |  |
| Недействительных бюллетеней | Недействительных бюллетеней   | 26 090           | 3,55             |                  |                      |                      |                      |       |       |       |  |  |  |  |
| Всего бюллетеней            | Всего бюллетеней              | 735 146          | 100,00           |                  |                      |                      |                      |       |       |       |  |  |  |  |
| Явка избирателей            | Явка избирателей              | 1 372 655        | 53,56            |                  |                      |                      |                      |       |       |       |  |  |  |  |

## Отказ депутатов Верховной Рады Украины от мандатов
18 сентября 5 депутатов Верховной Рады Украины 7 созыва, избранных по округам Автономной Республики Крым (Дзоз, Параскив, Лютикова, Брайко, Груба) отказались от должностей народного депутата Украины, в связи с первыми выборами на территории Республики Крым.
Борис Дейч отказался от депутатского звания после референдума. Всего от АРК избрано 10 депутатов.